# Saxifraga linearifolia
Saxifraga linearifolia är en stenbräckeväxtart som beskrevs av Adolf Engler och Irmsch.. Saxifraga linearifolia ingår i Bräckesläktet som ingår i familjen stenbräckeväxter. Inga underarter finns listade i Catalogue of Life.